# Horní Slivno
Horní Slivno (deutsch Ober Sliwno) ist eine Gemeinde im Okres Mladá Boleslav in der Region Mittelböhmen in der Tschechischen Republik. Die Gemeinde zählt ungefähr 300 Einwohner.

## Geographie
Die Gemeinde liegt im Norden der mittelböhmischen Okres Mladá Boleslav, nördlich von Brandýs nad Labem-Stará Boleslav (Altbunzlau). Sie hat eine Fläche von 6,67 km² und liegt auf einer Höhe von 197 m n.m. Der Ort liegt etwas abseits zwischen Europastraße 65 (D 10) im Süden und Silnice 16 im Norden. Im Umkreis liegen die Ortschaften Kropáčova Vrutice (N), Dolní Slivno und Mečeříž (O), sowie Košátky (W). Südwestlich des Ortes erstreckt sich ein größeres Waldstück zum Ort Konětopy hin.

## Geschichte

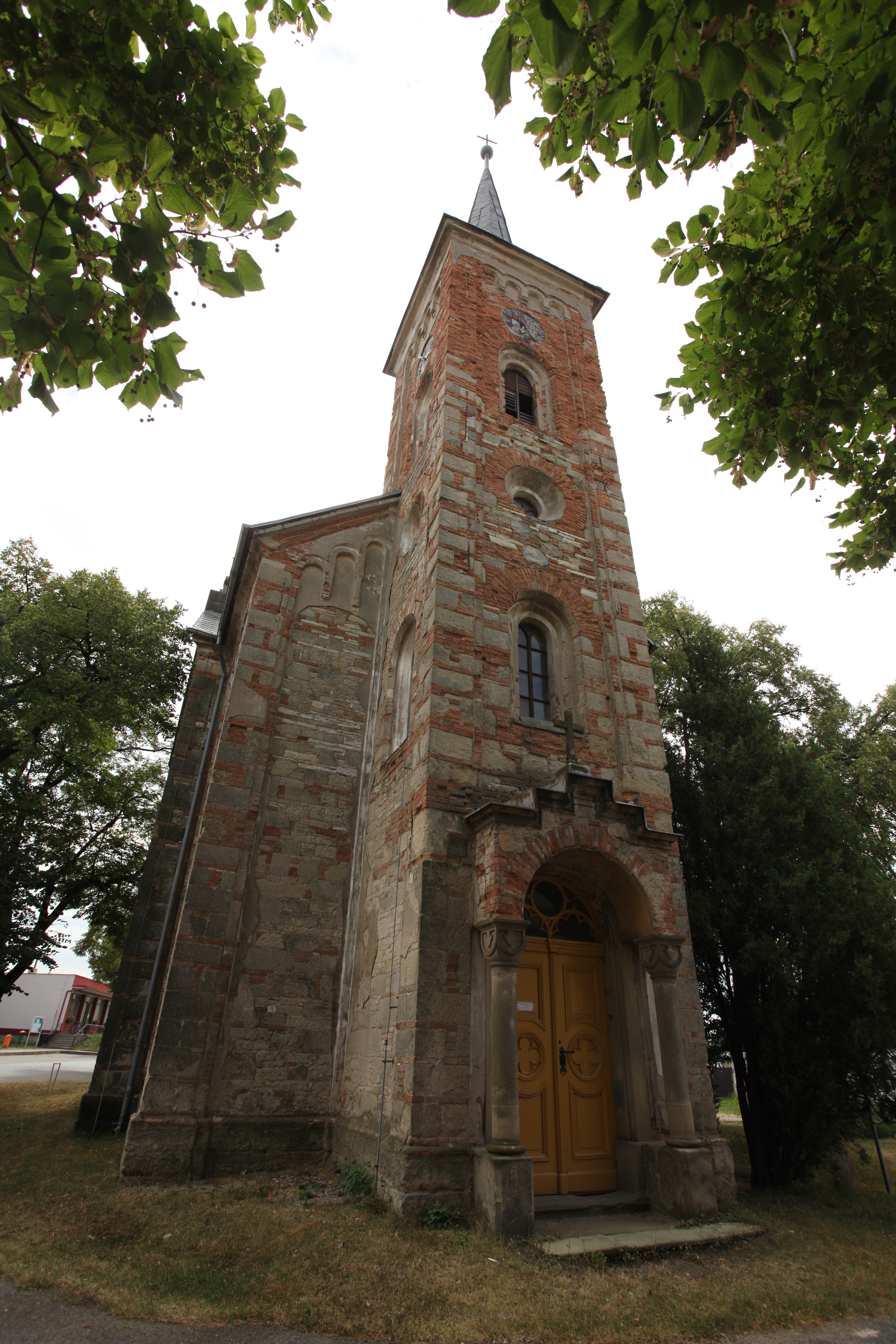
Kirche von Horní Slivno

Im Jahr 1223 wurde Horní Slivno erstmals schriftlich erwähnt.